# Amores de Calle
Amores de Calle es una miniserie emitida por Televisión Nacional de Chile en el programa juvenil Calle 7, se estrenó el 2 de agosto de 2010.
El piloto de la miniserie se grabó en enero del 2010, el objetivo era crear una historia con una trama que tendría varios episodios y que trataría temas de contenido social como la pobreza; finalmente la temática es contar historias diferentes por cada episodio las cuales son enviadas por el público.

## Reparto
- Alain Soulat
- Camila Andrade
- Catalina Vallejos
- Daniel Fernández del Castaño
- Eliana Albasetti
- Felipe Camus
- Francisco Puelles
- Francisco Rodríguez Prat
- Juan Pablo Alfonso
- Juan Pedro Verdier
- Karen Paola
- Katherine Bodis
- Katherina Contreras
- Laura Prieto
- Maite Orsini
- Paz Gómez
- Philippe Trillat
- Valeria Ortega Schettino
- Eliana Palermo
- Carla Ochoa
- Fernando Alarcón

## Episodios
| N.º | Título                                                   | Fecha de emisión original |
| --- | -------------------------------------------------------- | ------------------------- |
| 1 | «La familia de mi polola no me quiere (Episodio piloto)» | 2 de agosto de 2010       |
| Actores: Francisco Puelles (como Antonio), Laura Prieto (como Luciana), Daniel Fernández (como Marco; hermano de Luciana), Valeria Ortega Schettino (como René; Amiga de Luciana), y Juan Pablo Alfonso (como novio de René). Apariciones especiales: Eliana Palermo (como la madre de Luciana y Marco) |                                                          |                           |
| 2 | «N/A»                                                    | N/A                       |
| Actores: Karen Paola, Philippe Trillat y Katherine Bodis. |                                                          |                           |
| 3 | «Mi suegra querida»                                      | 10 de agosto de 2010      |
| Actores: Philippe Trillat (como Matías), Paz Gómez (como Cony) y Katherine Bodis (como Carolina). |                                                          |                           |
| 4 | «Siliconas de amor»                                      | 17 de agosto de 2010      |
| Bárbara y Leo son buenos amigos desde pequeños; pero Bárbara se somete a una operación para agrandar su busto, es así como Leo se siente físicamente atraído y posteriormente enamorado de ella. Sin embargo Bárbara empieza una relación con Iván (el mejor amigo de Leo). Es así como Leo tratará de mentirle a Bárbara para que ella piense que Iván es infiel. Actores: Maite Orsini (como Bárbara), Francisco Rodríguez Prat (como Leo) y Alain Soulat (como Iván). |                                                          |                           |
| 5 | «Amo a una mujer comprometida»                           | 25 de agosto de 2010      |
| Actores: Felipe Camus (como Javier) & Camila Andrade (como Paloma). Apariciones Especiales: Carla Ochoa (como Antonia) y Fernando Alarcón (como Don Juan). |                                                          |                           |
| 6 | «Ama al mismo hombre que su amiga»                       | 31 de agosto de 2010      |
| Gaby y Loreto son mejores amigas y decidieron inscribirse en una clase de Hip hop; ambas se sienten atraídas por el profesor, Diego. Sin embargo son Gaby y Diego los que empiezan a enamorarse y se hacen novios. Loreto reacciona mal y trata de separarlos; le miente al padre de Gaby para que este no la dejará hablar con Diego; diciéndole que Gaby no asistía a clases y que Diego le haría daño. Sorpresivamente, Gaby quedó embarazada de Diego y quería hacérselo saber a él mediante una carta; pero cuando va a encontrarse con Diego, esta descubre que él y Loreto habían tenido algo mientras no habían podido hablar. Gaby deja el lugar, dejando caer la carta. Así Diego la leyó y supo que Gaby estaba embarazada; luego Diego fue a conversar con ella donde le cuenta que ya sabe de su embarazo y que estaba arrepentido de su infidelidad y además que la amaba. De alguna manera Loreto sabía que Gaby estaba embarazada y le cuenta a su padre separándolos definitivamente y dejando la historia sin un final concreto. Actores: Catalina Vallejos (como Gabriela Gaby), Francisco Puelles (como Diego) y Katherina Contreras (como Loreto). |                                                          |                           |
| 7 | «Un amor peligroso y obsesivo»                           | 7 de septiembre de 2010   |
| Paz y Alonso tenían tiempo conociéndose, ella lo consideraba como el hombre de sus sueños y con muchas cosas en común como el amor por las actividades físicas; luego de que empezarán un noviazgo, él empieza a cambiar radicalmente, se vuelve celoso, violento y obsesivo y tales cosas hacen que su relación ya no sea la misma. Sebastián, cliente del mismo gimnasio que Paz, se empieza a enamorar de ella y a preocuparse de su situación, lo cual le gusta a Paz; Ella busca refugió en Sebastián debido a los malos tratos de Alonso lo que la lleva a enamorarse; ella termina con Alonso e inicia una relación con Sebastián, pero Alonso no deja de acosarla y amenazarla dando pie a conflictos con Sebastián. Actores: Maite Orsini (como Paz), Philippe Trillat (como Sebastián), Juan Pedro Verdier (como Alonso) Catalina Vallejos, Juan Pablo Alfonso, Eliana Albasetti, Alain Soulat, Felipe Camus y Katherina Contreras hicieron el papel de anónimos clientes de un gimnasio. |                                                          |                           |
| 8 | «Dividida por el amor»                                   | 4 de noviembre de 2010    |
| Actores: Felipe Camus, Katherina Contreras (como Dominga), Camila Andrade |                                                          |                           |